# Jon Bassoff
Jon Bassoff, né le 6 mars 1974 à New York, est un écrivain américain de roman noir.

## Œuvres

### Romans
- Corrosion, Gallmeister, 2016 ((en) Corrosion, 2013)
- (en) Factory Town, 2014
- (en) The Disassembled Man, 2015
- Les Incurables, Gallmeister, 2018 ((en) The Incurables, 2015)
- (en) The Blade This Time, 2017
- (en) The Drive-Thru Crematorium, 2019
- (en) The Lantern Man, 2020
- (en) Captain Clive's Dreamworld, 2020
- (en) The Memory Ward, 2025